# Muzeum Mohelnice
Muzeum Mohelnice je pobočkou Vlastivědného muzea v Šumperku. Nachází se na Kostelním náměstí v objektu s čp. 938, který patří k nejstarším stavbám ve městě a který je od roku 1996 památkově chráněn. Muzeum nabízí dvě stálé expozice a také prostor pro krátkodobou výstavní činnost a společenské akce. Obřadní síň muzea je využívána k uzavírání sňatků a jiným obřadům (např. jubilejní svatby, vítání občánků apod.).

## Historie
Do roku 1320 byla Mohelnice správním centrem lenního panství v držení olomouckých biskupů. Ti zde měli sídlo v podobě opevněného kamenného domu (v roce 1302 zmiňován jako hrad), založeného na ostrohu severně od centrálního náměstí s dřevěnými měšťanskými domy. Jedná se o nejstarší část města, která byla jakožto součást historického jádra chráněna postupně budovanými hradbami. Biskupský dům však vznikl dříve a hradba k němu byla později přistavěna, takže jeho severní stěna ke zbytku dochovaných hradeb těsně přiléhá.
V roce 1305 se dům stal majetkem města, když byl darován Janem VI. z Valdštejna místnímu rychtáři. Přesné datum převodu vlastnictví domu na mohelnickou farnost není známo, avšak přibližně spadá do 16. století, od kdy byl dům označován jako děkanství.
Současná podoba domu neodpovídá původnímu stavu před rokem 1841, kdy stavbu poničil požár, a v rámci obnovy bylo přistavěno klasicistní křídlo představující průčelí obrácené do malého náměstí, kterému dominuje kostel svatého Tomáše z Canterbury.
Po zrušení mohelnického děkanství v roce 1952 byl celý objekt v roce 1957 odkoupen městským národním výborem, který do něj přestěhoval muzeum, jež od svého založení v roce 1923 sídlilo na nynějším náměstí Svobody čp. 15 (budova ZUŠ, dřívější radnice), kde jej otevřel Německý muzejní spolek. V roce 1967 se mohelnické muzeum stalo jednou z poboček Vlastivědného muzea v Šumperku.
V devadesátých letech 20. století byl proveden rozsáhlý archeologický výzkum sklepení muzea, jehož závěry naznačují, že se s vysokou pravděpodobností jedná o vůbec nejstarší dochovanou kamennou stavbu v Mohelnici. To, co je ve 21. století suterénem budovy, bylo v době jejího vzniku přízemí. Výškový rozdíl činící téměř 3 m vznikl v důsledku dlouhodobého hromadění sutě v okolí stavby vlivem opakovaných požárů a přestaveb (např. po vypálení Husity v roce 1424 či po dobytí města Švédy za třicetileté války).

## Popis
Objekt muzea je dvoutraktový, hlavní patrový trakt z 19. století má zalomené průčelí s průjezdním portálem orientované na západ směrem do Kostelního náměstí. Severní zeď hlavního traktu přiléhá k hradbě, podobně jako u kolmo na něj navazujícího dvorního traktu obdélníkového půdorysu (cca 20 × 10 m). Dvorní trakt pochází ze 13. století (další úpravy v 16.–21. století), je založen na gotickém řádkovém zdivu tloušťky 140 cm z lomového kamene. Sklepení dvorního traktu, které bylo v době vzniku přízemím budovy, je tvořeno čtyřmi místnostmi propojenými portály. V přízemí dvorního traktu se nachází obřadní síň s freskovou výzdobou. Renesanční freska původem z první poloviny 16. století má rozměr cca 5 × 2 m. Nese název Hostina bohatcova a znázorňuje podobenství o boháči a Lazarovi s citací z Lukášova evangelia. Objevitelem malby je amatérský archeolog Vladimír Kapl (1926–1999), jemuž byla na nádvoří muzea vytvořena pamětní deska. Dům byl díky své výzdobě nejvíce reprezentativním ve městě.

## Aktivity muzea
Stěžejním posláním muzea je vytváření sbírek muzejní povahy jako součást hmotného i nehmotného kulturního dědictví. Již v roce 1960 byla v muzeu vytvořena velká archeologická expozice prezentující výsledky rozsáhlé odborné práce místních členů zájmového archelogického Mohelnicko-Moravičanského kroužku, na které se také podíleli zástupci Archeologického ústavu AV ČR v Brně, díky čemuž se Mohelnicko stalo jednou z nejlépe archeologicky prozkoumaných oblastí Moravy.
Muzeum v Mohelnici roku 2022 evidovalo cca 55 tisíc sbírkových předmětů členěných do podsbírky historické (13 %) a archeologické (87 %).

## Stálé expozice
- Z dějin Mohelnicka – v roce 2005 oceněno za nejlepší expozici v celostátní soutěži Gloria musaealis.[11]
- Pravěk Mohelnicka – od roku 2012 slouží k prezentaci archeologických nálezů a poznatků o pravěkých dějinách v okolí města.